# Friedrich Lenger
Friedrich Lenger (* 15. November 1957 in Gelsenkirchen) ist ein deutscher Historiker, der sich eingehend mit der Wirtschafts-, Sozial- und Kulturgeschichte sowie vor allem der Stadtgeschichte der Neuzeit befasst. Seit 1999 lehrt er als Professor für Mittlere und Neuere Geschichte an der Universität Gießen.

## Leben und Wirken
Friedrich Lenger studierte von 1976 bis 1985 Geschichte und Sozialwissenschaften an den Universitäten Düsseldorf und Bielefeld sowie Geschichte, Kulturanthropologie und Politische Wissenschaften als Fulbright-Stipendiat an der University of Michigan. 1979 machte er den Master in Michigan. Er wurde 1985 in Düsseldorf promoviert. Von 1985 bis 1994 war er wissenschaftlicher Angestellter und Hochschulassistent an der Universität Tübingen. Er habilitierte sich dort 1993 für Neuere Geschichte mit einer Arbeit über Werner Sombart. Ihm wurde 1994 ein Heisenberg-Stipendium der Deutschen Forschungsgemeinschaft verliehen. Lenger hatte Lehrstuhlvertretungen an den Universitäten Bielefeld und Tübingen (1994/95). Von 1995 bis 1999 war er Professor für Neuere und Neueste Geschichte an der Universität Erlangen-Nürnberg. Seit 1999 lehrt er als Professor für Mittlere und Neuere Geschichte an der Universität Gießen. 2001/2002 hatte er den Konrad-Adenauer-Lehrstuhl am Center for German and European Studies der Georgetown University inne.
Sein Forschungsschwerpunkt ist die Sozialgeschichte des 19. und 20. Jahrhunderts. Intensiv hat er sich unter anderem mit der Arbeiterbewegung, der Stadt- und Urbanisierungsgeschichte und der Geschichte des Bürgertums befasst. Mit seiner 1994 veröffentlichten Biographie über Werner Sombart will er zum einen einen Beitrag zur „Sozialgeschichte der Hochschullehrerschaft und des Bildungsbürgertums“ leisten, zum anderen auch die „Interdependenzen“ verfolgen, „die zwischen veränderten Lebensbedingungen und dem Inhalt wissenschaftlicher Arbeit sowie politischer Orientierung bestehen“. Lenger ist der Verfasser des Bandes über die Industrielle Revolution und Nationalstaatsgründung der neuesten Ausgabe des klassischen Lehrbuchs der deutschen Geschichte, des Gebhardt. Für 2015 wurde ihm der Gottfried-Wilhelm-Leibniz-Preis zugesprochen. Seither hat er sich vor allem mit der Geschichte des Kapitalismus beschäftigt. Seine Darstellung zur Globalgeschichte des Kapitalismus erschien 2023.
Er war 1997/98 Visiting Fellow am St Antony’s College in Oxford. Er war Fellow am Kulturwissenschaftlichen Kolleg Konstanz 2009/10, Fellow am Historischen Kolleg München 2011/12 und ist seit 2013 Mitglied der Kommission für Sozial- und Wirtschaftsgeschichte der Bayerischen Akademie der Wissenschaften. Seit 2015 ist er ordentliches Mitglied der International Commission for the History of Towns. Im Jahr 2019 wurde Friedrich Lenger in der Sektion Kulturwissenschaften als Mitglied in die Nationale Akademie der Wissenschaften Leopoldina aufgenommen.
Er ist verheiratet und wohnt in Tübingen.

## Schriften (Auswahl)
Monografien
- Der Preis der Welt. Eine Globalgeschichte des Kapitalismus. Beck, München 2023, ISBN 978-3-406-80834-0 (Rezension von Kim Christian Priemel: Geschichte des Kapitalismus Mit Marx ist die Sache nicht gegessen. FAZ.NET, 27. Dezember 2023).
- Globalen Kapitalismus denken. Historiographie-, theorie- und wissenschaftsgeschichtliche Studien (= Studien zur Geschichte und Theorie des Kapitalismus. Bd. 1). Mohr Siebeck, Tübingen 2018, ISBN 978-3-16-155434-6.
- Metropolen der Moderne. Eine europäische Stadtgeschichte seit 1850. Beck, München 2013, ISBN 978-3-406-65199-1.
- Sozialwissenschaft um 1900. Studien zu Werner Sombart und einigen seiner Zeitgenossen. Lang, Frankfurt am Main u. a. 2009, ISBN 978-3-631-59408-7.
- Stadt-Geschichten. Deutschland, Europa und die USA seit 1800. Lang, Frankfurt am Main u. a. 2009, ISBN 978-3-631-58855-0.
- Industrielle Revolution und Nationalstaatsgründung. 1849–1870er Jahre (= Handbuch der deutschen Geschichte. Bd. 15). 10., völlig neu bearbeitete Auflage. Klett-Cotta, Stuttgart 2003, ISBN 3-608-60015-9.
- Werner Sombart. 1863–1941. Eine Biographie. Beck, München 1994, ISBN 3-406-38094-8 (3. Auflage, ebenda 2012, ISBN 978-3-406-62021-8).
- Sozialgeschichte der deutschen Handwerker seit 1800 (= Edition Suhrkamp. 1532 = NF Bd. 532; Neue historische Bibliothek). Suhrkamp, Frankfurt am Main 1988, ISBN 3-518-11532-4.
- Zwischen Kleinbürgertum und Proletariat. Studien zur Sozialgeschichte der Düsseldorfer Handwerker 1816–1878 (= Kritische Studien zur Geschichtswissenschaft. Bd. 71). Vandenhoeck & Ruprecht, Göttingen 1986, ISBN 3-525-35731-1 (Zugleich: Düsseldorf, Universität, Dissertation, 1984/1985).

Herausgeberschaften
- Handwerk, Hausindustrie und die historische Schule der Nationalökonomie. Wissenschafts- und gewerbegeschichtliche Perspektiven. Verlag für Regionalgeschichte, Bielefeld 1998, ISBN 978-3-89534-213-4.
- Towards an urban nation: Germany since 1780 (= German historical perspectives. Bd. 16). Berg, Oxford 2002, ISBN 978-1-85973-586-2.
- mit Dieter Langewiesche: Liberalismus und Sozialismus. Gesellschaftsbilder – Zukunftsvisionen – Bildungskonzeptionen (= Politik- und Gesellschaftsgeschichte. Bd. 61). Dietz, Bonn 2003, ISBN 978-3-8012-4132-2.
- mit Horst Carl, Hans-Henning Kortüm, Dieter Langewiesche: Kriegsniederlagen. Erfahrungen und Erinnerungen. Akademie-Verlag, Berlin 2004, ISBN 978-3-05-004015-8.
- mit Klaus Tenfelde: Die europäische Stadt im 20. Jahrhundert. Wahrnehmung – Entwicklung – Erosion (= Industrielle Welt. Bd. 67). Böhlau, Köln 2006, ISBN 978-3-412-17705-8.
- mit Dieter Schott: Die europäische und die amerikanische Stadt (= Informationen zur modernen Stadtgeschichte. Bd. 1/2007). Berlin 2007, ISSN 0340-1774.
- mit Ansgar Nünning: Medienereignisse der Moderne. Wissenschaftliche Buchgesellschaft, Darmstadt 2008, ISBN 978-3-534-20367-3.
- mit Horst Carl: Universalität in der Provinz. Die vormoderne Landesuniversität Gießen zwischen korporativer Autonomie, staatlicher Abhängigkeit und gelehrten Lebenswelten (= Arbeiten der Hessischen Historischen Kommission. Bd. 30). Hessische Historische Kommission, Darmstadt 2009, ISBN 978-3-88443-053-8.
- Kollektive Gewalt in der Stadt. Europa 1890–1939 (= Schriften des Historischen Kollegs. Kolloquien. Bd. 89). Oldenbourg, München 2013, ISBN 978-3-486-71858-4 (Digitalisat).
- mit Friedrich Wilhelm Graf: Theorien des Kapitalismus (= Mittelweg 36. Zeitschrift des Hamburger Instituts für Sozialforschung. Bd. 26). Hamburg 2017, ISBN 978-3-86854-744-3.
- mit Philipp Kufferath: Sozialgeschichte des Kapitalismus im 19. und 20 Jahrhundert (= Einzelveröffentlichungen aus dem Archiv für Sozialgeschichte. Bd. 4). Dietz, Bonn 2018, ISBN 978-3-8012-4243-5.